# 石森史郎
石森 史郎（いしもり ふみお、1931年〈昭和6年〉7月31日 - 2025年〈令和7年〉6月9日）は、日本の脚本家。エ・ネスト所属。北海道羽幌町出身。
別名義に松宮瑩子などがあるほか、資料によっては石森史朗とも表記されている。漫画家の石ノ森章太郎は母方の従兄弟。

## 略歴
北海道留萌高等学校を経て、日本大学芸術学部を卒業した。日大在学中に執筆した『晩鐘』がシナリオ作家協会新人シナリオコンクールに入賞する。大学卒業後の1955年に近畿広告へ入社したが、脚本家を目指すため1959年に退社した。同年、テレビ『ママちょっと来て』で脚本家デビューする。
1963年に日活へ入社し、映画『噂の風来坊』から始まり、『私は泣かない』、『あゝひめゆりの塔』などを執筆。1969年に松竹と専属契約となり、『約束』、『旅の重さ』、『同棲時代』、『愛と誠』、『ふれあい』、『凍河』、『博多っ子純情』を執筆後、フリーとなる。
その後東宝『暴力学園大革命』『ボクサー』、東映動画『銀河鉄道999』、角川映画『ボビーに首ったけ』などを執筆する。
大林宣彦監督とは多く仕事を行い、『青春デンデケデケデケ』『あの、夏の日』『告別』『理由』などがある。映画脚本は70本を越える。
また、ピンク映画のシナリオを、複数のペンネームを使って執筆している。
テレビはNHKテレビ小説『水色の時』、銀河テレビ小説『青春』（ギャラクシー賞）、『ザ・ガードマン』、『必殺仕事人』、『虹のエアポート』など、1000本あまりの作品を精力的に執筆している。『虹をかける天使達』では初監督も手がけている。芸術選奨新人賞、毎日映画コンクール脚本賞、厚生大臣優秀賞など多数受賞している。私塾「青春脚本塾」を主催し、後輩ライターの育成にも熱心であった。
2025年6月9日、多血性肝細胞がんのため死去した。93歳没。
石森の著名な弟子として脚本家の伴一彦がおり、野島伸司の大師匠に当たる人物でもある（野島は伴の弟子にあたる。また、伴も石森と同じく日大芸術学部の出身である）。

## 特撮番組への参加
1972年の『仮面ライダー』に参加して以降、『ウルトラマンA』や『ザ・カゲスター』といった特撮テレビドラマのシナリオをたびたび執筆するようになる。
当時、小学生だった息子にせがまれ、東映で監督を務めていた友人の田口勝彦の伝手で、自ら『仮面ライダー』の撮影所を訪ねたのがきっかけであるという。また、同様の理由で売り込みに来ていた脚本家たちが大勢いたという。
『ザ・カゲスター』では大学時代の教え子である鷺山京子や土筆勉にも仕事の場を与え、この2人は『仮面ライダー（スカイライダー）』では師のもとを離れて独立している。また、中原朗とクレジットされている西原儀一監督のピンク映画は石森が執筆している。
『仮面ライダー』では、同型怪人を複数登場させる展開を用いた。

## 脚本作品（映画）
- 噂の風来坊（1964年）
- 東京五輪音頭（1964年）
- 情婦と牝（1965年）
- 禁じられた肌（1965年）
- 拳銃無宿 脱獄のブルース（1965年）
- 情事に賭けろ（1965年、中原朗名義）
- チコという女 可愛い肌（1965年、中原朗名義）
- この虹の消える時にも（1966年）
- 制服の絶叫（1966年、中原朗名義）
- うまず女（1966年）
- 涙になりたい（1966年）
- 燃える肌（1966年、中原朗名義）
- 甘い唇（1966年、中原朗名義）
- 愛欲の果て（1966年）
- 女子大生の抵抗（1966年）
- 星のフラメンコ（1966年）
- 不敵なあいつ（1966年）
- 私は泣かない（1966年）
- 不死身なあいつ（1967年）
- 恋をしようよカリフの花 （1967年）
- 夜霧よ今夜も有難う（1967年）
- 恋人をさがそう（1967年）
- 奴隷未亡人（1967年）
- 喜劇 東京の田舎っぺ（1967年）
- また会う日まで 恋人の巣（1967年）
- ああひめゆりの塔（1968年）
- 廊秘開（1969年）
- 夕陽の恋人（1969年）
- 男ごろし 極悪弁天（1969年）
- 栄光の黒豹（1969年）
- 夕陽が呼んだ男（1970年）
- 花の不死鳥（1970年）
- 異常性愛 明日なき暴行（1970年）
- 好色回春物語(1970年、奈加圭司名義)
- めまい（1971年）
- おんなの朝 あまかから物語（1971年）
- 約束（1972年）
- 旅の重さ（1972年）
- 同棲時代－今日子と次郎－（1973年）
- ときめき（1973年）
- 新・同棲時代－愛のくらし－（1973年）
- 狼の紋章（1973年）
- ひとつぶの涙（1973年）
- しあわせの一番星（1974年）
- 流れの譜 第一部動乱 第二部夜明け（1974年）
- 愛と誠（1974年）
- ふれあい（1974年）
- 続・愛と誠（1975年）
- はだしの青春（1975年）
- 阿寒に果つ（1975年）
- 青春の構図（1976年）
- 太陽は泣かない（1976年）
- 凍河（1976年）
- ザ・カゲスター（1976年）
- パーマネント・ブルー（1976年）
- 泥だらけの純情（1977年）
- ボクサー（1977年）
- 闇に白き獣たちの感触（1978年）
- 博多っ子純情（1978年）
- 銀河鉄道999（The Galaxy Express 999）（1979年）
- 凶弾（1982年）
- 光と風のきずな-私はピレネーを越えた（1983年）
- ボビーに首ったけ（1985年）
- 青春デンデケデケデケ（1992年） - キネマ旬報ベストテン2位、日本アカデミー賞優秀脚本賞受賞
- 団鬼六 女教師 愛の檻（1997年）
- 故郷（1999年）
- あの、夏の日 - とんでろ じいちゃん（1999年） - キネマ旬報ベストテン6位
- 平成維新伝 群狼がゆく（2000年）
- 告別（2001年）
- 理由（2004年）
- 幕末渡世異聞 月太郎 流れ雲（2004年）
- 転校生-さよなら あなた-（2007年）

## 脚本作品（TV）

### ドラマ
- 銀河テレビ小説 青春（原作・山田風太郎）
- 連続テレビ小説 水色の時
- 銀河テレビ小説 ひそやかな日々を（原作・曽野綾子）
- 東芝日曜劇場
- NHK少年ドラマシリーズ
- じんじんの仁
- 虹のエアポート
- 横溝正史シリーズ 悪魔が来りて笛を吹く（主演・古谷一行）
- 中学生日記
- 赤かぶ検事奮戦記シリーズ
- 二人だけの河
- あっけらかん
- ヒマラヤ杉の赤い自転車
- 花真珠
- 平成五年夏、生まれた町で

### 時代劇
- 子連れ狼
- 荒野の用心棒（NET / 三船プロ）
  - 第35話「赤い殺意は死の谷に燃えて…」(1973年11月27日）
- 運命峠
- 影同心
- 達磨大助事件帳
- 若さま侍捕物帳
- 必殺仕事人
- 江戸の牙
- 遠山の金さん
- 必殺仕舞人
- 新必殺仕事人
- おんな霧隠才蔵 戦国忍者風雲録
- 沖田総司 華麗なる暗殺者
- 新必殺仕舞人
- 必殺仕事人III
- 大奥（1983年版）
- 忍法くの一忠臣蔵
- 必殺橋掛人
- 参上! 天空剣士

### 刑事ドラマ・アクションドラマ
- ザ・ガードマン
- キイハンター
- 五番目の刑事
- フラワーアクション009ノ1
- プレイガール
- 江戸川乱歩シリーズ 明智小五郎
- 太陽にほえろ!
- 真夜中の警視
- 燃える捜査網
- 科学捜査官
- 刑事物語・星空に撃て!
- 警視庁殺人課

### 2時間ドラマ
- 木曜ゴールデンドラマ
- 木曜ファミリーワイド
- 土曜ワイド劇場
- 金曜女のドラマスペシャル
- 火曜サスペンス劇場
- 月曜ドラマスペシャル
- 金曜エンターテイメント

### 帯ドラマ
- おんなみち（原作・平岩弓枝）
- ライオン奥様劇場 私は負けない
- ポーラ名作劇場 いのち燃ゆる日々
- ライオン奥様劇場 私は逃げない
- ライオン奥様劇場 おばあちゃんと孫7人
- ライオン奥様劇場 おれは亭主だ
- ライオン奥様劇場 動物だぁーいすき!
- 朝の連続ドラマ 花真珠

### 特撮
- 仮面ライダー
- ウルトラマンA
- 流星人間ゾーン
- ザ・カゲスター
- 西遊記
- 怪人二十面相と少年探偵団
- 怪人二十面相と少年探偵団II

### アニメ
- 樫の木モック
- 銀河鉄道999 (映画版第１作)
- まんが世界昔ばなし（TBS / ダックスインターナショナル）※いしもりふみお名義
  - 第116話「クオレ愛の学校 第1話」（1979年1月10日）
  - 第117話「クオレ愛の学校 第2話」（1979年1月17日）
- 科学救助隊テクノボイジャー
- 世界名作劇場 小公子セディ[8]
- 風の中の少女 金髪のジェニー
- ボビーに首ったけ

## 著作品

### 小説
- 『中学生日記 9　消えた自転車』日本放送出版協会 NHKブックスジュニア 1982年
- 『ヒマラヤの赤い自転車』新評論 1992年
- 『風の中の少女・金髪のジェニー』日本アニメ企画絵 ポプラ社 テレビドラマシリーズ 1993年
- 『東洲斎写楽 Sharaku,who?』五月書房 1996年
- 『ゴンザ』ポプラ社 1999年
- 『さよならの向うに、明日があるよ パートナードッグ・ジョニー』近代映画社 2006年
- 『弔い師 助っ人三匹事件帖』ベスト時代文庫 2010年
- 『双頭の龍 小説・田中角栄と周恩来』創芸社 2013年

### 漫画原作
- 『オードリー・ヘプバーン物語 妖精の花詩集』のわきねい作画　全9巻　近代映画社、2006年 - 2008年

### シナリオ集
- 『エレ Once upon a time in…』新評論 1992年
- 『石森史郎シナリオ集 再会-パゴダに虹の燃える日-』近代映画社 2006年
- 『シナリオ作家石森史郎メロドラマを書く 石森史郎日活映画脚本劇場』円尾敏郎編 ワイズ出版 2006年

### 作詩
- 「白い風よ」（歌唱：桜田淳子、NHK連続テレビ小説『水色の時』主題歌）

### その他の著作
- 『「水色の時」ノート : ひたむきな青春像を求めて』実業之日本社、1975年7月10日。
- 『子どもをダメにする親84 強い親・弱い親はここが違う』グロビュー社 グロビューブックス 1983年
- 『シナリオへの道』映人社 1985年
- 『スクリーンに乾杯! 映画だけが我が人生』全3冊　近代映画社 Screen新書 2009年
- 『新宿伝説』論創社、2015年

### 共著
- 『ダ・ヴィンチ・ファイル』石森房枝共著 近代映画社 2006年